# كانتون سولوتورن
كانتون سولوتورن. هو واحد من كانتون سويسرا.

## البلديات
- شتاين هوف: بلدية سابقة

## أعلام
- نيكولاس هونزيكر